# ألفرد هاردينغ
ألفرد هاردينغ (بالإنجليزية: Alfred Harding)‏ هو سياسي نيوزلندي، ولد في 1861، وتوفي في 1942. انتخب عضو مجلس النواب النيوزيلندي.